# Барри, Джин
Джин Барри (14 июня 1919, Бруклин, Нью-Йорк, США — 9 декабря 2009, Лос-Анджелес, США) — американский актёр и певец.

## Биография
Родился в семье еврейских эмигрантов из России, настоящее имя и фамилия — Юджин Класс.
В 1944 году с большим успехом дебютировал на Бродвее в мюзикле «Екатерина Великая».
В кино с 1951 года, первая крупная роль — доктор Клайтон Форрестер в фильме «Война миров» (1953). В дальнейшем прославился как актёр телесериалов.
В 1965 году удостоен «Золотого глобуса» за роль миллионера Амоса Барка в сериале «Правосудие Барка» (1963—1967), в 1993 году Джин Барри продолжил играть эту роль в очередном сериале. В 1968 снялся в 1 серии сериала "Коломбо".
Одна из лучших ролей — психиатр доктор Рэй Флемминг в пилотной серии «Рецепт убийства» детектива «Коломбо» (1968).
В 1987 году награждён почётной премией «Golden Boot Award’s».